# Problème des neutrinos solaires

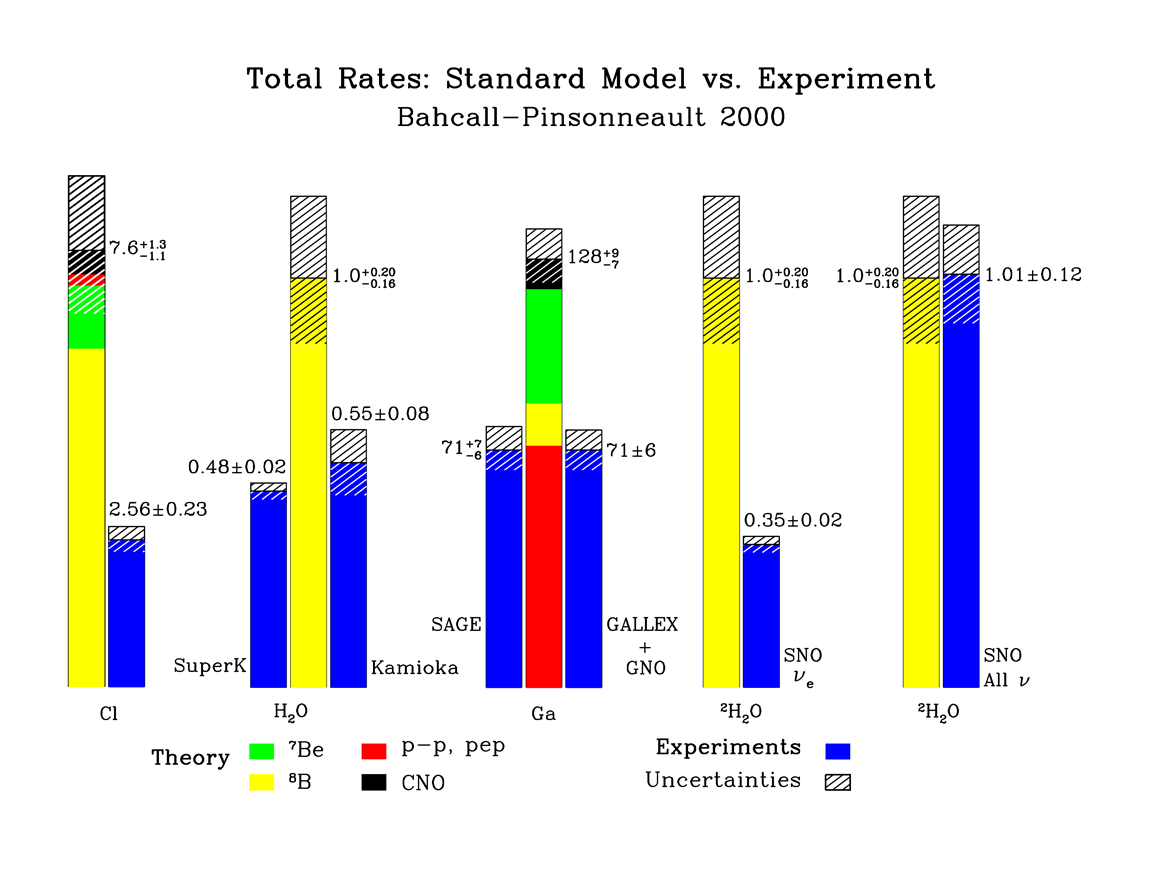
Comparaison des prévisions théoriques de neutrinos solaires selon le modèle standard par rapport aux données expérimentales sur 30 ans.

Le problème des neutrinos solaires est apparu récemment avec la création de structures permettant la détection des neutrinos, et en particulier Super-Kamiokande dans les années 1990 au Japon. Il provient d'une quantité trop faible de neutrinos détectés par rapport à la valeur théorique. Des notions de physique quantique sont nécessaires pour comprendre ce problème.

## Formation des neutrinos
Les neutrinos et antineutrinos sont des particules élémentaires de masse très faible (elle était souvent supposée nulle au début des recherches), introduits dans la théorie de la physique quantique pour assurer la conservation de l'énergie dans les processus de réaction nucléaire. L'énergie des étoiles étant issue en majeure partie des réactions de fusion nucléaire, la quantité de neutrinos créés dans le cœur des étoiles est énorme. Ainsi, à chaque réaction de fusion entre 2 protons au centre d'une étoile, un positron (ou anti-électron) et un neutrino sont produits (par conservation du nombre leptonique).
Insensibles à l'interaction forte et à l'interaction électromagnétique, ils traversent la matière avec laquelle ils n'interagissent que par l'interaction faible. Ainsi, à chaque seconde, de par la grande quantité de vide dont est constituée la matière, plusieurs millions de neutrinos nous traversent sans interagir, la majorité d'entre eux étant issus du Soleil (étoile la plus proche) et de la Terre (radioactivité bêta). Au cœur du Soleil, les réactions de fusion entre 2 protons produisent des {\displaystyle \nu _{e}} de basse énergie (0 à 420 keV). Il s'ensuit un cycle compliqué de réactions nucléaires produisant des {\displaystyle \nu _{e}} de plus hautes énergies, mais en moins grand nombre.

## Catégories de neutrinos
La physique quantique prévoit qu'il doit exister 3 types principaux de neutrinos, liés aux types de fermions dont ils sont issus. On distingue ainsi :
1. les neutrinos électroniques {\displaystyle \nu _{e}}, principalement associés aux électrons et aux quarks up et down ;
2. les neutrinos muoniques {\displaystyle \nu }μ, principalement associés aux muons et aux quarks charm et strange ;
3. les neutrinos tauiques {\displaystyle \nu }τ, principalement associés au tau (particule) et aux quarks top et bottom (le neutrino tauique n'a pas encore été directement détecté).

À chaque neutrino doit être associé un antineutrino (noté avec une barre au-dessus), dont on n'est toutefois pas sûr qu'il s'agisse d'une particule distincte.

## Détection des neutrinos et déficit de neutrinos électroniques
Les détecteurs de neutrinos, jusqu'à une période récente, ne permettaient de détecter que les neutrinos électroniques en interaction avec la matière (ce qui est rare). Or, la théorie prédit que les neutrinos produits dans les réactions thermonucléaires au cœur du Soleil sont des neutrinos électroniques. 
Connaissant l'énergie rayonnée par le Soleil, et la partie de l'énergie de fusion emportée par un neutrino, on en déduit facilement la quantité de neutrinos s'échappant du soleil par unité de temps. On en déduit donc, connaissant la distance Terre-Soleil, le flux théorique de neutrinos par unité de surface et par unité de temps au niveau de la Terre. Enfin, à partir des caractéristiques du détecteur, on trouve la quantité de neutrinos que l'on doit détecter par jour dans ce flux. Or, toutes les expériences (sur différentes échelles de temps, avec plusieurs détecteurs reposant sur des principes différents) ont montré que ne parvient sur Terre en fait qu'entre la moitié et les deux tiers des neutrinos attendus, ce qui sort de toutes les incertitudes acceptables.

## Résolution du problème
Le problème du manque de neutrinos solaires détectés est à présent attribué à des oscillations des neutrinos. La physique quantique prédit en effet la possibilité que les neutrinos puissent changer de nature ('osciller'), si leur masse n’est pas rigoureusement nulle, c’est-à-dire qu’un neutrino électronique puisse spontanément au bout d’un certain temps se transformer en neutrino muonique ou tauique, et vice-versa, ceci même dans le vide. Le déficit en neutrinos électroniques détectés serait donc dû selon cette hypothèse au fait que parmi les neutrinos émis par le soleil, tous de type électronique, un certain nombre se transformerait pendant le trajet Soleil-Terre en neutrinos muoniques ou tauiques, que les détecteurs actuels ne perçoivent pas.
Accessoirement la validation de ce phénomène dit d'oscillation a par ailleurs conduit à déduire que le neutrino a bien une masse non nulle.
Plus précisément, la proportion de l’état propre de masse {\displaystyle \nu _{3}} pour {\displaystyle \nu _{e}} est négligeable lors de sa formation dans le Soleil. De plus, l’angle de mélange {\displaystyle \theta _{13}} qui intervient surtout pour les oscillations {\displaystyle \nu _{e}\leftrightarrow \nu _{\tau }} est très faible. Donc le {\displaystyle \nu _{e}} restera approximativement un mélange des états propres {\displaystyle \nu _{1}} et {\displaystyle \nu _{2}} pendant sa propagation.
On peut expliquer le déficit de {\displaystyle \nu _{e}} observés par le modèle LMA (large mixing angle) MSW avec la transition {\displaystyle \nu _{e}\rightarrow \nu _{\mu }}.
La condition d’adiabaticité est vérifiée avec une très bonne précision pour toutes les énergies.
Dans le Soleil, des milliers de longueurs d’oscillations sont obtenues. De nombreuses oscillations se produisent aussi dans le vide mais la proportion des saveurs de neutrinos serait conservée en moyenne. En 2008, les meilleures valeurs sont {\displaystyle \theta \simeq 34}° et {\displaystyle \Delta m^{2}\simeq 8.0\times 10^{-5}eV^{2}}. Les neutrinos les plus énergétiques subiraient dans le Soleil une conversion adiabatique.
Nous avons pour ces neutrinos :
{\displaystyle P=|\langle \nu _{e}|\nu (t)\rangle |^{2}\approx |\langle \nu _{e}|\nu _{2m}(t)\rangle |^{2}=|\langle \nu _{e}|\nu _{2}\rangle |^{2}\approx \sin ^{2}\theta \approx {\frac {1}{3}}}. 
Nous retrouvons grossièrement la valeur donnée par l’expérience. Une déviation de la valeur de la probabilité {\displaystyle \sin ^{2}\theta } est une indication de la présence d’oscillations.

## Expériences futures
Une piste envisagée pour vérifier cette hypothèse est de comparer entre le jour et la nuit le flux de neutrinos détecté. En effet, la nuit, les neutrinos solaires, pour être détectés, doivent traverser toute la Terre, et devraient donc pouvoir osciller par interaction avec la matière, donc à un taux différent de l'oscillation dans le vide, ce qui devrait causer un flux détecté différent par rapport à celui détecté dans la journée. En outre, une telle expérience permettrait de mieux connaître les périodes de ces oscillations, ce qui améliorerait notre compréhension du phénomène. Mais actuellement, les détecteurs ne sont pas assez sensibles pour permettre cette mesure.
Une autre piste explorée est celle de l'étude des oscillations possibles de neutrinos engendrés par des réacteurs nucléaires ou des accélérateurs de particules, comme les expériences CNGS ou K2K.